# Zlarin
Zlarin je mali otok dalmatinske obale Hrvatske u blizini grada Šibenika. Upravno se nalazi u sastavu naselja Zlarin u Šibensko-kninskoj županiji. Prema popisu stanovništva 2011., otok i naselje su imali 284 stanovnika.

## Zemljopis
S površinom od 8,19 km2 Zlarin je treći po veličini otok šibenskog otočja i jedan od 6 naseljenih. Zlarinski najveći vrh, Klepac, visok je 169 metara. Tijekom sunčanih dana s Klepca je vidljiv Velebit i vulkanski otok Jabuka u Jadranskom moru. Zlarin je smješten oko 2 km od kopna. Zlarin je povezan s mjestom Vodicama, Šibenikom i drugim otocima brodom koji voze 6 puta dnevno.

## Klima, flora i fauna
Klima je sredozemna, srednjejadranskog tipa. Prevladavajući vjetar je jugo. Zbog blizine kopna klimatske su osobine prijelazne. Srednja godišnja temperatura je oko 15 stupnjeva Celzijusa. Zlarin ima oko 2700 sunčanih sati godišnje, po čemu je jedan od najsunčanijih otoka na Jadranu. Godišnja količina padalina iznosi oko 700 mm. Flora je tipično dalmatinska (velik broj šuma čempresa i borova, zatim hrast crnika, borovica, maslina, smokva, oleander, ružmarin, razne vrste umjetno posađenih palmi). Izvan naselja prevladava niska šuma i makija, posebice u unutrašnjosti otoka. Fauna je osiromašena utjecajem čovjeka, pa danas na otoku nalazimo gdjekojeg ježa, zeca, te nešto bogatiju populaciju poljskih miševa. Do prije 30-ak godina na otoku se još moglo naći i lisice. Od ptica prevladava galeb; od gmazova obični gušter, sljepić, poskok itd.; od vodozemaca žabe; dok je riblji svijet izuzetno bogat, sa svim tipičnim srednjejadranskim ribama. Od beskralježnjaka na kopnu su najistaknutiji člankonošci, a u okolnim vodama bodljikaši i mekušci.
Za biocenozu je bitno što je Zlarin jedan od rijetkih otoka na Jadranu koji ne dozvoljavaju pristup automobila.

## Povijest
Postoje dokazi o životu na Zlarinu od prapovijesti i od neolitskih vremena do rimskog doba. Također postoje dokazi da su Liburni često posjećivali, a možda i živili na Zlarinu.
- 1245. U dokumentu "Privilegije" hrvatsko-ugarskog kralja Bele IV, Zlarin se spominje kao dio Šibenika.
- 1298. Ime Zlarin se spominje u službenom listu,u kojem grad Šibenik daje otok šibenskom biskupu (do 1843.g.).
- 1458. Bratovština Gospe od Raselje ima svoj pravilnik, što je prva čakavska matrikula na latinici.
- 1487. Juraj Šižgorić u svom djelu "De situ Illyriae et civitate Sibenici" spominje Zlarin.
- 1621. U uvali Bućina sagrađena je mala kapela, s jednom slikom iz Tizianove slikarske škole.
- 1649. Šibenski plemići su pobjegli na Zlarin za vrijeme epidemije kuge u Šibeniku.
- 1735. – 1740.  Sagrađena je druga crkva,crkva Uzašašća Marijina, sagrađena na istom mjestu kao i stara crkva. Sagradio ju je šibenski graditelj Ivan Skoko.
- 1810. Otvorena je osnovna škola.
- 1835. Izbija kolera koja ubija oko 70 ljudi na otoku.
- 1839. Izgrađen toranj s mjesnim satom, poznat kao Leroj.
- 1852. Zlarinska škola postaje glavna škola u okrugu.
- 1878. Izgrađeno novo mjesno groblje.
- 1909. Obnovljen Leroj.
- 1914. Izgrađeno prvo javno kupalište.
- 1929. Izgradena mala termoelektrana koja je služila potrebama snabdijevanja mjesta električnom energijom i osvjetljavanju ulica javnom rasvjetom.
- od 1900. – 1941. u Zlarinu rade 18 manjih dućana, 7 pekarni, dvije mesnice, ribarnica. Ima i drugih obrta: zidari, ribari, brusači koralja, stolari, kovači, bačvari...

Za vrijeme Drugog svj. rata stanovništvo Zlarina pružalo je otpor Talijanima i održavalo veze s glavnim partizanskim štabom na tom području, na poluotoku Srimi, između Šibenika i Vodica. I kasnije su mnogi Zlarinjani postigli visoke činove u tadašnjoj JRM i JNA (general-major Ante Kranjac, admiral Ljubo Truta). Zlarin je tijekom rata nekoliko puta bombardiran.
Nakon Drugog svjetskog rata JRM na rtu Marinu gradi svoju vojarnu.
- 1956. Zlarin podmorskim kabelom spojen na državnu energetsku mrežu Jugoslavije.
- 1972. Otvorena mala telefonska centrala sa 60 brojeva; uvedena stalna brodska veza sa Šibenikom.
- 1973. Po prvi puta održana tradicionalna zlarinska fešta "Srdelada".
- 1974. Na Leroju postavljen elektronski sat.
- 1976. Od rta Jadrije na poluotoku Srimi, do Malpage na Zlarinu položene vodovodne cijevi; na otoku izgrađeno 8 km vodovodne mreže.
- 1977. Na Šarinoj rivi, drugom po duljini gatu u zlarinskoj luci, postavljen spomenik od dva velika brodska sidra, posvećen svim zlarinskim pomorcima i iseljenicima.
- 1986. Osnovan Yacht Club Zlarin .
- 1992. Obnovljena i proširena stara telefonska centrala.

## Znamenitosti
Pravilnik - matrikula pučke bratovštine crkve Gospe od Rašelja prva je matrikula pisana na čakavštini uopće. Nastala je 1456. te je veliki kulturni spomenik Zlarinjana.
Kraj Zlarina se nalaze ostaci Antičkog brodoloma iz 1. stoljeća. U crkvi Marijina Uznesenja nalazi se Sv. Fortunato, mučenik zaštitnik otoka o kojemu se malo zna osim da je bio rimski vojnik čije je tijelo preneseno na Zlarin i stavljeno u oltar crkve.
Zlarinska je župna crkva izgrađena malo dalje od središta mjesta, a neki taj položaj objašnjavaju izvorom koji se navodno nalazi ispod glavnog oltara. Naime, tokovi podzemnih voda stvaraju depresivno i pokajničko raspoloženje. Kako bilo da bilo, ostaje činjenica da ispred crkve danas stoji bunar koji se vjerojatno puni vodom iz tog izvora.
Legenda o nastanku crkve Gospe od Rašelja, koja je podignuta na prilično udaljenom mjestu, kaže da je crkva isprva trebala biti sagrađena na Klepcu. Međutim, skupina ljudi pronašla je na jednom stablu na mjestu današnje crkve sliku Bogorodice. Uzeli su sliku i odnijeli je na Klepac. Drugog dana slika je opet bila na tome mjestu. Stoga su odlučili izgraditi crkvu upravo na tom mjestu.
Zlarin ima najdužu otočnu rivu u Hrvatskoj dugu 131 metar, a široku 16 metara.

## Gospodarstvo

### Koraljarstvo
Zlarinski naziv za koralj je "kureja".
Prvi pisani tragovi o lovu na koralje na Jadranu potječu iz 13. stoljeća, 1412. kao poznati koraljari spominju se Zlarinjani. Oni tada vade koralj i neobrađenog ga prodaju u Napulj te na Siciliji. Nakon pada Mletačke Republike 1797. nadzor nad izlovom koralja kojega je imala Venecija se nastavlja, ali Zlarinjani dobivaju ekskluzivno pravo na izlov koralja. Tako su lovili koralj i prodavali ga do 1955. kada nakon najuspješnijeg lova (475 kg) koji je u bescjenje prodan u Italiji dolazi praktički do propadanja ovog zanimanja na otoku, a ubrzo nakon toga propada i Zadruga nakon neuspješnog lova u Egiptu. Od tada na Zlarinu je koralj obrađivao Viktor Lukin i prodavao u brusioni koralja "Viktor", a prije par godina je otvoren i koraljarski centar "Zlarinka".
Nakon izumiranja tradicije izlova koralja krajem 19. stoljeća, prvi pokušaj obnove te tradicije bio je 1931. godine otvaranjem „Koraljarsko-spužvarske zadruge“. 
Koralj je jedinstveni dio otoka zabilježen na razne načine: u brojnim pričama, romanu Janka Matka „Dragulji i strasti“, pjesmi Vesne Parun „Koralj vraćen moru“, njemačkom filmu „Princeza koralja“ snimanom na otoku 1937. godine. Danas tradiciju koraljarstva i bogatu narodnu baštinu čuvaju članovi Kulturnog umjetničkog društva „Koralj“ koji to nasljeđe prenose budućim naraštajima. Članovi KUD-a ljeti organiziraju manifestaciju „Ispraćaj koraljara“ koja prikazuje polazak koraljara na višemjesečni lov u starim gajetama i tradicijske običaje.

### Turizam
Zahvaljujući upravo koraljima Zlarin je bio prvo turističko mjesto koje je imalo svoju turističku brošuru.

## Kultura
Tradicionalno, svake godine, krajem srpnja, na otoku Zlarinu (u uvali Fingac) održava se Večer otočnih nota Bodulska balada. Karakteristična je po tomu što hrvatske estradne zvijezde (Neno Belan, Marijan Ban, Gego i Picigin band, Dado Topić....)  izvode pjesme koje su vezane za otoke i život na njima. U sklopu ove manifestacije, poznati akademski slikari iz Hrvatske i inozemstva će 23. i 24. srpnja slikati motive Zlarina i okolnih otoka, a gotove radove će namijeniti u humanitarne svrhe. Direktor Bodulske balade je Ivan Lambaša, a predsjednik Upravnog vijeća Vladimir Buneta. Ovaj projekt se organizira s ciljem povratka života na opustjele otoke.

## Šport
Latinskin idrun na kureja poznata i kao Zlarinska regata latinskog idra je regata gajeta, leuta i kaića s latinskin jedrom koja se održava od 2006. Zlarinska regata krstaša održava se od 2003. godine.

## Zanimljivosti
- Film Princeza Koralja iz 1937., u kojem je glumila Ita Rina, sniman je na Zlarinu. Film je producirala Hitlerova stranka NSDAP, a nakon projekcije Joseph Goebbels navodno je zabranio pojavu Slavena u njemačkim filmovima.[5]
- Spot za pjesmu Tomislava Bralića i klape Intrade Zora bila najvećim je dijelom sniman na Zlarinu.
- Dramska serija Loza snimana je na Zlarinu.

## Poznate osobe
- Vesna Parun, hrvatska pjesnikinja
- Mladen Bjažić, hrvatski pjesnik, književnik, novinar i dugogodišnji urednik dječjih programa Radija i televizije Zagreb, zaslužnik hrvatskog stripa, njegovatelj čakavskog narječja sa Zlarina
- Nikola Steinfel, pomorski časnik NDH, ministar oružanih snaga i zapovjednik mornarice NDH
- Anthony Maglica, osnivač tvrtke Maglite
- Leon Lučev, glumac
- Anđeo Marija Miškov, dominikanac, provincijal, izdavač vjerskih izdanja, počasni građanin Korčule[6]
- Ljubo Truta, viceadmiral JRM i i nositelj naslova narodnog heroja
- Ivica Matković, ustaški dopukovnik
- Jerome Colich, numizmatičar[7]